# Ким Ён Дэ (политик)
Ким Ён Дэ (кор. 김영대, род. 12 декабря 1937) — северокорейский политический деятель, председатель Комиссии по национальному примирению и бывший председатель ЦК Социал-демократический партии Кореи с 1998 по 2019 год.

## Биография
Родился 12 декабря 1937 года в провинции Хамгён-Намдо. Является выпускником Университета имени Ким Ир Сена, там он прошёл три года обучения.
В сентябре 1989 года Ким Ён Дэ стал заместителем председателя ЦК Социал-демократический партии Кореи, а впоследствии стал её председателем в августе 1998 года.
Впервые Ким Ён Дэ был избран членом Верховного народного собрания КНДР на парламентских выборах 1990 года. Когда парламент начал свою сессию, он был назначен заместителем председателя Комитета по иностранным делам и членом Комитета по проверке полномочий. В следующем году Ким стал председателем парламентской Северокорейско-индонезийской группы дружбы, заместителем председателя парламентской Северокорейско-иранской группы дружбы и вице-председателем Северокорейско-японской ассоциации дружбы.
В Верховном народном собрании Ким Ён Дэ был переизбран в 1998 году (496-й избирательный округ) и в 2003 году (86-й избирательный округ). В 2009 году он был избран снова, на этот раз от 97-го избирательного округа. Избирательным округом Кима после парламентских выборов 2019 года является 118-й избирательный округ (Чангсанг).
В 1998 году Ким стал вице-председателем Президиума ВНС КНДР. 29 августа 2019 года его сменил в президиуме новый председатель ЦК Социал-демократической партии Кореи Пак Ён Ир.
Фёдор Тертицкий из NK News характеризует Кима как «ещё одного северокорейского бюрократа», который представляет меньший интерес, чем Рю Ми Ён, которая была лидером Партии молодых друзей небесного пути. Ким занял предпоследнее место в похоронном комитете Ким Чен Ира, опередив только Рю. Это свидетельствует о низком ранговом положении глав второстепенных партий в северокорейской иерархии.
В августе 2004 года он встретился с Тедом Тёрнером, основателем новостного телеканала CNN, встреча проходила под строгим контролем.
В 2012 года Ким Ён Дэ встретился с представителями южнокорейской Объединённой прогрессивной партии и подписал совместное заявление, осуждающее действия Японии в территориальном споре Liancourt Rocks.
В феврале 2012 года награждён орденом Ким Чен Ира.
26 ноября 2018 года в Пхеньяне Ким Ён Дэ встретился с митрополитом Иларионом. В ходе визита последний передал подарок Ким Чен Ыну.